# 高井麻巳子 ほほえみメッセージ
高井麻巳子 ほほえみメッセージ（たかいまみこ ほほえみメッセージ）は、1986年10月14日から1988年3月27日までニッポン放送で放送されていたラジオ番組。パーソナリティは高井麻巳子。

## 放送時間
- 毎週火曜日 20:30 - 21:00 （1986年10月14日 - 1987年3月31日）
- 毎週日曜日 21:30 - 22:00 （1987年4月12日 - 1988年3月27日）

## 概要
本番組は、スタート当初はおニャン子クラブ出身のメンバー4人が日替わりでパーソナリティを務めた枠『アイドル夢工場』（月曜日 - 木曜日 20:30 - 21:00）の火曜日で放送開始。開始当初の番組タイトルは「高井麻巳子 微笑伝言（ほほえみメッセージ）」。『アイドル夢工場』の4番組の内、本番組だけが1987年4月以降も継続となり、毎週日曜日21:30からの枠に移動、これを機に「なかなか『微笑伝言』を『ほほえみメッセージ』と読んでもらえなかった」といった理由で、番組タイトルを『高井麻巳子 ほほえみメッセージ』に改題。毎週日曜日21:30の枠は『ニッポン放送ショウアップナイター』の直後の枠だったため、ナイター中継が延長した場合本番組は短縮あるいは中止になり、これのために1987年4月中は3回とも休止になったということがあった。1987年10月からは全日空ワールドの一社提供番組となり、同年11月からは全日空のブランド名『ハローツアー』に因んで『高井麻巳子 ハローほほえみメッセージ』に改題された。
はがきは毎週4,000 - 5,000通のペースで届き、その内訳は男性9割、女性1割だった。番組中でリスナーみんなで行動するというサークル『高井ギャラリー』も結成された。
1988年3月27日放送の最終回は当時ニッポン放送で一番大きかったスタジオ「ラジオハウス銀河（銀河スタジオ）」でリスナーを集めての公開収録の模様が放送された。そこでリスナーからの「結婚はどれくらいの歳でしたいですか？」との質問に高井は「歳ではなく、したい時にしたい」と笑いながら答えていたことがあった。
1986年10月から1987年3月の間、火曜20:30で放送していた当時は西日本放送とKBCラジオにネット（『アイドル夢工場』の枠一括でネット）されていたが、1987年4月以降、日曜21:30枠に移動してからはニッポン放送のみでの放送だった。テーマ曲に使われていた曲は、ネイティブ・サンの『In Basic Pants』。

## 主なコーナー
ドキドキ初体験
- リスナーからの様々な「初体験」話を募集していた。

麻巳子の四次元ポスト
自分あてのラブレター
- リスナー作の、自分宛ての手紙を紹介していた[1]。

納豆の詩
- 『自分あてのラブレター』の後継のコーナー。高井が納豆嫌いであることからコーナー化されたもので、自分の嫌いなものや駄目なことなど、自分の弱点をテーマにして、これを逆に「好きなもの」として詩にしたものを紹介していた[2][1]。

学生VS社会人
- 1987年4月からスタート。リスナー各々の身の回りの小さな出来事を紹介しながら「その時、社会人ならこうする」というテーマのトークを挟んでいた[3]。

今週のボツハガキ
- その回ではがきを読まれなかったリスナーのうち、ごく一部を名前だけ紹介。

## ゲスト
- 忌野清志郎（1987年2月24日）
- 岸本加世子（1987年5月24日）
- 藤井郁弥（当時チェッカーズ、1987年9月6日）
- 藤井郁弥、藤井尚之（藤井兄弟　当時チェッカーズ、1987年11月29日）
- 工藤静香（1988年2月21日）

## スタッフ
- プロデューサー：湯浅明[1]
- 構成：橋克弘[2]
- ディレクター：佐藤仁志[2]